# Azobarviva

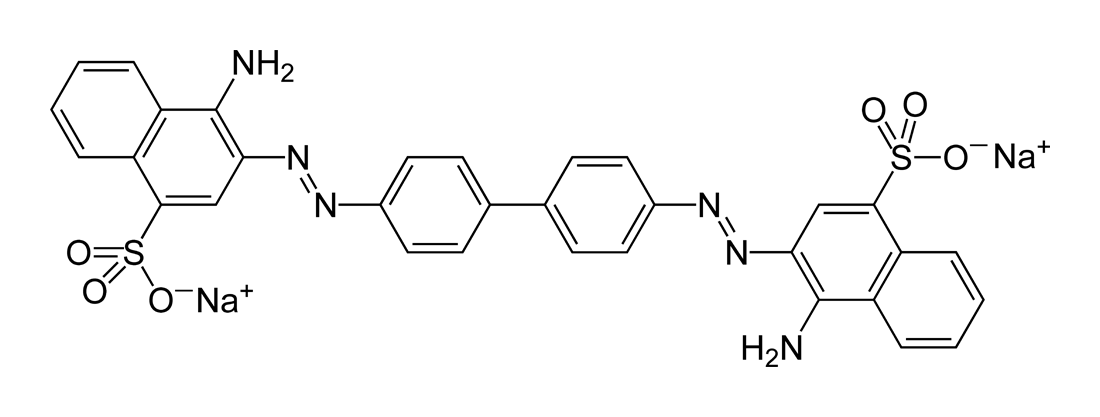
Molekula Kongo červeně. Prostřední část molekuly mezi dvěma azoskupinami pochází z benzidinu.

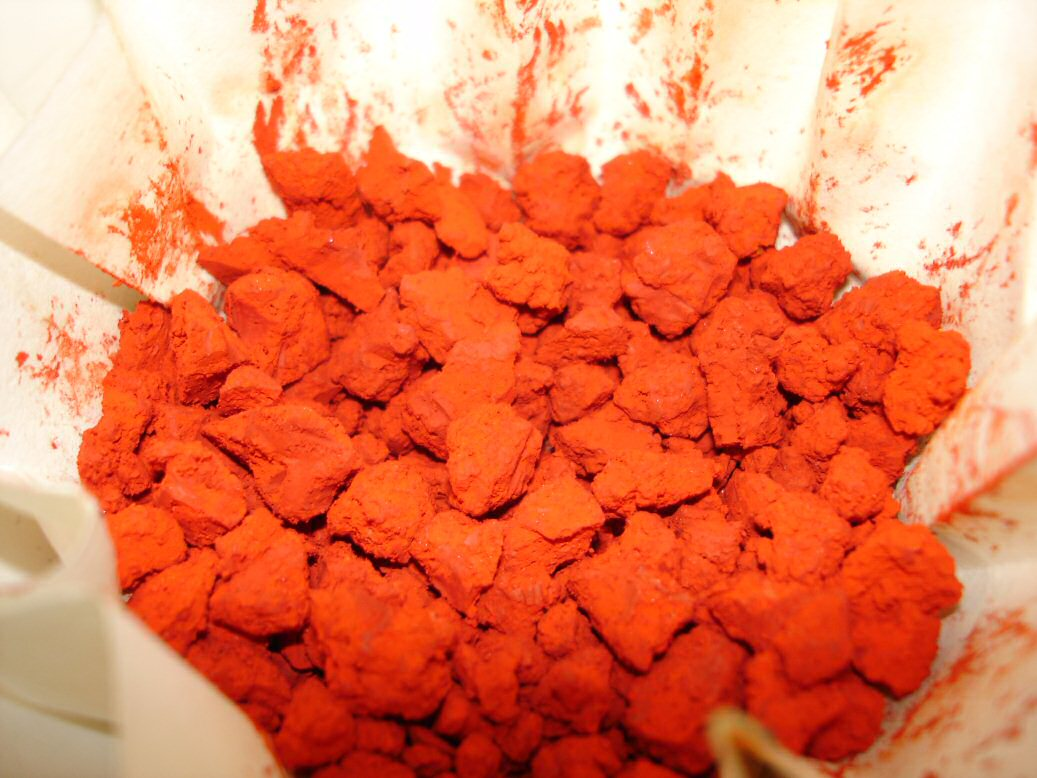
Pigmentová červeň 1
(též červeň para nebo paranitranilinová červeň) - světle červené azobarvivo

Azobarviva jsou pigmenty charakterizované přítomností jedné či více azoskupin v molekule, čímž se chemicky řadí mezi azosloučeniny. Azobarviva se v přírodě přirozeně nevyskytují a vyrábí se výhradně synteticky. Azobarviva nalézají využití ve velmi široké škále oborů: od barvení syntetických látek, výroby inkoustů až po potravinářská barviva. Nejčastěji mají barviva tohoto typu odstíny od žluté po červenou, ale výjimkou nejsou ani modré či černé sloučeniny.

## Historie
Aromatické diazosloučeniny byly objeveny 1858 studentem v Kolbeho laboratoři při reakci kyseliny dusité a aromatických aminů. Roku 1859 byl připraven první zástupce třídy azobarviv: aminoazobenzen (neboli anilinová žluť), který byl roku 1861 uveden na trh. První přímé azobarvivo objevil Böttiger v roce 1884 reakcí benzidinu a kyseliny naftionové (jednalo se o Kongo červeň, jež přímo vybarvuje bavlnu). 

## Výroba
Výroba azobarviv spočívá v komerční výrobě téměř výhradně v diazotaci primárních aromatických aminů a následnou reakcí získané diazoniové soli s hydroxy- či aminoderiváty. 
Aromatický amin, který podstupuje diazotaci se při výrobě barviv nazývá aktivní komponent. Hydroxy či aminoderiváty podstupující druhou část reakce se nazývají pasivní komponent. Společně se dvojice látek nazývá azokomponenty. Reakce při níž z se z azokomponentů tvoří azobarvivo se nazývá kopulace.

## Vlastnosti
Azobarviva nabývají intenzivního zabarvení a barvířských vlastností, jen když je v molekule zároveň přítomna auxochromní skupina. Obvykle se jedná o hydroxylovou skupinu, alkoxyskupinu nebo primární, sekundární či terciální aminoskupinu.

### Zdravotní závadnost azobarviv v potravinářství
| „                   | Pro zdraví jsou azobarviva prokazatelně tak nebezpečná, že na potravinách, které je obsahují, musí být varování. Dlouhodobé studie na myších navíc prokázaly, že například azorubin zvyšuje výskyt a přežívání nádorů. Je zakázán ve Spojených státech amerických a v Česku byla před vstupem do Evropské unie azobarviva zakázána také. | “ |
| — Gabriela Krejčová | |   |